# Mai Aizawa
Mai Aizawa (jap. 相澤 舞衣 Aizawa Mai; * 10. September 1980 in der Präfektur Mie) ist eine ehemalige japanische Fußballspielerin.

## Karriere

### Verein
Sie begann ihre Karriere bei Speranza FC Takatsuki. 2010 beendete sie Spielerkarriere.

### Nationalmannschaft
Aizawa wurde 1999 in den Kader der japanischen Nationalmannschaft berufen und kam bei der Asienmeisterschaft der Frauen 1999 zum Einsatz. Sie wurde in den Kader der Asienspiele 2002 berufen. Insgesamt bestritt sie fünf Länderspiele für Japan.